# Reitermarsch
Reitermarsch, op. 428, är en marsch av Johann Strauss den yngre. Den spelades första gången den 18 december 1887 eller 15 januari 1888 i antingen Volksgarten eller Musikverein i Wien.

## Historia
I februari 1887 började Johann Strauss komponera en operett som inte följde det vanliga mönstret. Simplicius byggde på Hans Jakob Christoffel von Grimmelshausens roman Den äventyrlige Simplicissimus (1668) om det Trettioåriga kriget. Den hade premiär den 17 december 1887 på Theater an der Wien med Strauss själv som dirigent. I början av andra akten reste sig en dam på främre parketten och ropade att det luktade brandrök. Endast sex år hade gått sedan Ringtheater brunnit ned med hundratals dödsoffer. Tumult uppstod och folk trängdes för att komma till utgångarna. Några hundratal hann lämna salongen innan Strauss höjde taktpinnen och fortsatte musiken. Den kvarvarande publiken lugnade sig och föreställningen kunde slutföras. Det spekulerades i att en av barnstatisterna kommit för nära en gaslåga med en hattfjäder, men inget sådant framkom under den kommande polisutredningen. Musiknumret som Strauss valde att spela var eremitens romans (Nr 12) i akt II; "lch denke gern zurück".
Det första framförandet av Reitermarsch gavs (eventuellt) den 15 januari 1888 i Gyllene salen i Musikverein under ledning av Eduard Strauss. Ett tidigare framträdande kan ha ägt rum redan den 18 december 1887 (en dag efter premiären på operetten) då Karl Komzák junior (1850-1903) dirigerade en konsert i Volksgarten. I programmet förekom premiären av ett verk beskrivit som "Simplicius-Marsch" även om det med stor säkerhet var identiskt med Reitermarsch. Marschen var en stor succé och togs omedelbart upp på militärorkestrarnas repertoarer.
Till marschens huvudmelodi (Tema 1A) hämtade Strauss material från inledningsnumret till operettens förspel, "Reiterlied" (Nr 1). 

## Om marschen
Speltiden är ca 2 minuter och 57 sekunder plus minus några sekunder beroende på dirigentens musikaliska tolkning.
Marschen var ett av sju verk där Strauss återanvände musik från operetten Simplicius:
- Donauweibchen, Vals, Opus 427
- Reitermarsch, Marsch, Opus 428
- Simplicius-Quadrille, Kadrilj, Opus 429
- Soldatenspiel, Polka-française, Opus 430
- Lagerlust, Polkamazurka, Opus 431
- Muthig Voran, Schnellpolka, Opus 432
- Altdeutscher Walzer, Vals, utan opusnummer

## Weblänkar
- Reitermarsch i Naxos-utgåvan.